# Lucila Toledo Moreno
Lucila Toledo Moreno (Villar del Olmo, 30 de setembre de 1950) és una política i empresària espanyola del Partit Popular (PP), longeva alcaldessa de Villar de l'Olmo.
El 1986 es va convertir en alcaldessa del seu municipi, renovant la vara d'alcalde per més de tres dècades. Candidata al número 91 de la llista del PP per a les eleccions a l'Assemblea de Madrid de 2011, es va convertir en diputada d' l'Assemblea de Madrid (ix legislatura) el 15 de juliol de 2014, substituint la baixa per renúncia de Carmen Pérez-Llorca. L'1 d'octubre de 2015 va tornar al càrrec de diputada a l'Assemblea de Madrid, cobrint la vacant d'Eva Tormo a la desena legislatura del parlament regional.